# Radek Juška
Radek Juška (* 8. März 1993 in Hustopeče) ist ein tschechischer Leichtathlet, der sich auf den Weitsprung spezialisiert hat und aktuell Inhaber des Landesrekordes ist.

## Sportliche Laufbahn
Erste internationale Erfahrungen sammelte Radek Juška bei den Juniorenweltmeisterschaften 2012 in Barcelona, bei denen er mit 7,11 m in der Qualifikation ausschied. 2015 gewann er bei den Halleneuropameisterschaften in Prag mit 8,10 m die Silbermedaille hinter dem Schweden Michel Tornéus. Anschließend gewann er bei den U23-Europameisterschaften in Tallinn mit 8,00 m die ebenfalls die Silbermedaille. Zudem qualifizierte er sich für die Weltmeisterschaften in Peking, bei denen er mit 7,57 m im Finale Elfter wurde. Im Jahr darauf belegte er bei den Hallenweltmeisterschaften in Portland mit einer Weite von 7,88 m Platz zehn und wurde bei den Europameisterschaften in Amsterdam mit 7,93 m Vierter. Er nahm zudem an den Olympischen Spielen in Rio de Janeiro teil und schied dort mit 7,84 m in der Qualifikation aus.
Auch 2017 nahm er erneut an den Weltmeisterschaften in London teil und klassierte sich mit 8,02 m im Finale auf Rang zehn. Zwei Wochen darauf siegte er mit 8,02 m bei der Sommer-Universiade in Taipeh. Bei den Hallenweltmeisterschaften 2018 in Birmingham wurde er mit 7,99 m Siebter und bei den Europameisterschaften in Berlin mit 7,73 m Zwölfter. Im Jahr darauf erreichte er bei den Halleneuropameisterschaften in Glasgow mit einer Weite von 7,79 m den siebten Platz. 2021 siegte er mit 8,11 m beim Memoriál Josefa Odložila und 2022 siegte er mit 8,01 m. Im Juli schied er bei den Weltmeisterschaften in Eugene mit 7,87 m in der Qualifikationsrunde aus und anschließend belegte er bei den Europameisterschaften in München mit 7,66 m den neunten Platz. 2023 belegte er bei den Halleneuropameisterschaften in Istanbul mit 7,94 m den fünften Platz. Im Juni wurde er bei der 1. Liga der Team-Europameisterschaft im Rahmen der Europaspiele in Chorzów mit 7,59 m Zehnter im Weitsprung und im August belegte er bei den Weltmeisterschaften in Budapest mit 7,98 m im Finale den siebten Platz. Im Jahr darauf wurde er bei den Hallenweltmeisterschaften in Glasgow mit 7,68 m 14 und verpasste im Juni bei den Europameisterschaften in Rom mit 7,72 m den Finaleinzug. Anschließend gelangte er bei den Olympischen Sommerspielen in Paris mit 7,83 m im Finale auf den zehnten Platz. 2025 klassierte er sich bei den Halleneuropameisterschaften in Apeldoorn mit 7,97 m auf dem sechsten Platz.
In den Jahren 2014 und von 2017 bis 2023 wurde Juška tschechischer Meister im Weitsprung im Freien sowie von 2014 bis 2016 und von 2018 bis 2020 sowie von 2022 bis 2025 auch in der Halle.